# 映像コンテンツ倫理連絡会議
映像コンテンツ倫理連絡会議（えいぞうコンテンツりんりれんらくかいぎ）は、経済産業省商務情報政策局文化情報関連産業課に設置されていた「青少年の健全な育成のためのコンテンツ流通研究会」（委員長：佐々木輝美 国際基督教大学教養学部教授）が2006年4月に公表した報告書に基づき、同年7月に設置された協議会組織。

## 概要
映像分野・コンピュータゲーム分野でレイティングを実施している倫理審査団体および関係団体により構成され、主にインターネット上で配信されるコンテンツに対するレイティングの実効性確保のための方策について検討を行う。また、映像コンテンツのレイティングの審査基準の調和や将来的なマークの共通化についても検討する。
これにより業界ごとに分かれている審査基準の統一化や倫理審査団体の再編の可能性が取り沙汰されている。なお区分が統一されると、TVアニメにPG指定の区分が導入されると同時に、R15+指定のOVAとしてリリースされる作品が増えたり、C（15歳以上対象）指定およびD（17歳以上対象）指定の家庭用ゲームソフトがR15+指定またはR18+指定を受ける可能性がある。なお、コンピュータソフトウェア倫理機構ではR指定は廃止され、代わりに12歳以上推奨と15歳以上推奨の区分が導入されている。また、TVアニメ及びOVA、Webアニメに関してはODS先行上映される作品に限り映倫の審査を受けられるようになっている。

## 構成団体
- 映画倫理委員会(現:映画倫理機構) （映倫）
- 日本ビデオ倫理協会 （NEVA、ビデ倫） - ※解散
- コンピュータソフトウェア倫理機構 （EOCS、ソフ倫）
- コンピュータエンターテインメント協会 （CESA）
- コンピュータエンターテインメントレーティング機構 （CERO）
- 日本アミューズメントマシン工業協会 （JAMMA）

※コンテンツ・ソフト協同組合（CSA）、日本映像ソフト制作・販売倫理機構（JVPS）は未参加。